# 東根市民体育館
東根市民体育館（ひがしねしみんたいいくかん）は、山形県東根市にある屋内スポーツ施設である。

## 施設概要
- 1階
  - 主競技場
    - アリーナ
    - バスケットボールコート、バレーボールコート、バドミントンコート、ハンドボールコート

  - 幼児・高齢者体育室
  - ミーティングエリア
  - 体力健康相談室
  - 更衣室
  - シャワー室
- 2階
- トレーニングルーム
- 放送室
- 研修室
- ホール

駐車場あり（500台駐車可能）

## 開館時間
午前9時〜午後9時30分

## 休館日
- 第三月曜日（月曜日が祝祭日の場合、翌日）
- 年末年始

## 主な大会・イベント
- 第19回全日本バレーボール選抜男女リーグ

## 周辺
すぐ近くには野球場を備えた大森緑地公園やテニスコートを備えた大森山公園がある。また、体育館の外にはグラウンドも存在する。
- 大森工業団地
- イオン東根店